# Victrix precisa
Victrix precisa là một loài bướm đêm trong họ Noctuidae.